# أوفايس عزيزي
أوفايس عزيزي (29 يناير 1992 بهراة في أفغانستان - ) هو لاعب كرة قدم أفغاني في مركز حراسة المرمى. شارك مع منتخب أفغانستان لكرة القدم. أما مع النوادي، فقد لعب مع IF Skjold Birkerød ‏ وAllerød FK ‏ وBoldklubben Avarta ‏.

## وصلات خارجية
- أوفايس عزيزي على موقع قاعدة بيانات كرة القدم.إي يو (الإنجليزية)
- أوفايس عزيزي على موقع ناشيونال فوتبول تيمز (الإنجليزية)
- أوفايس عزيزي على موقع Soccerway.com (الإنجليزية)
- أوفايس عزيزي على موقع عالم كرة القدم.نت (الإنجليزية)
- أوفايس عزيزي على موقع GSA (الإنجليزية)